# ナンプラー

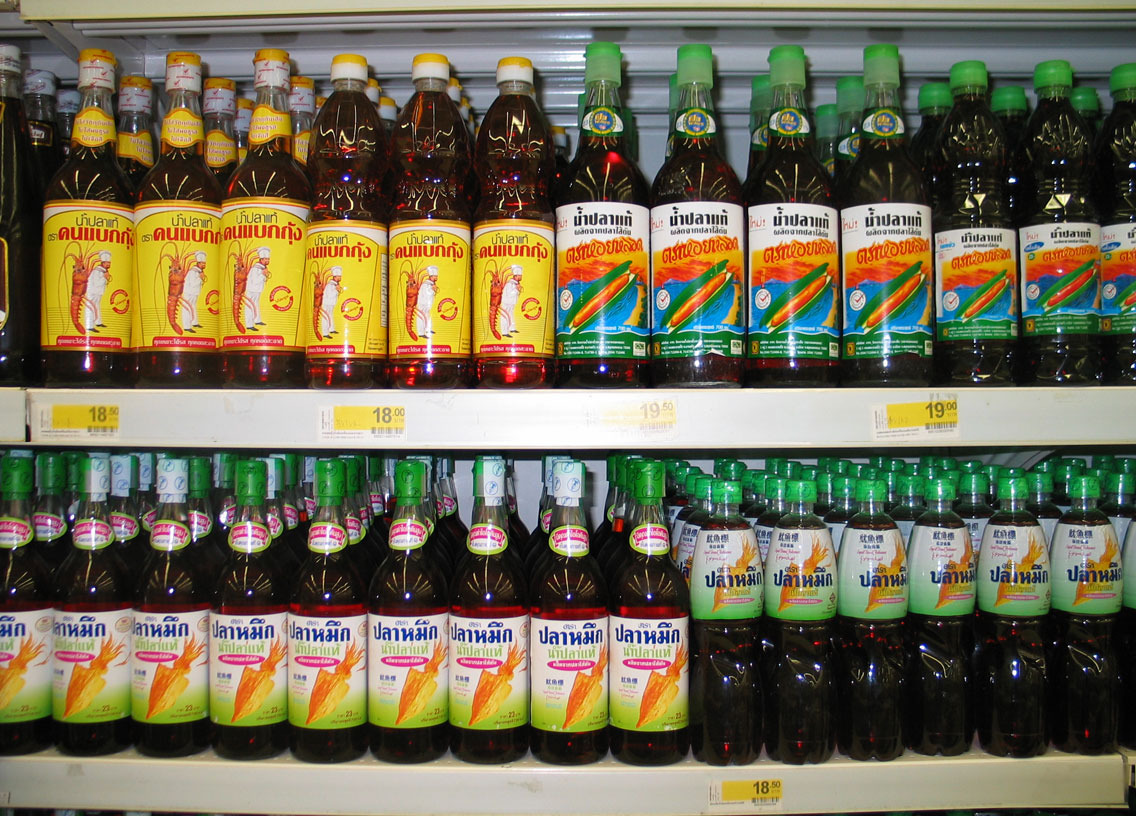
タイの様々なナンプラー（魚醤）

ナンプラー（タイ語: น้ำปลา, nam pla）は、タイの魚醤。タイ語でnamは液体、plaは魚を意味する。ナムプラーと表記する方が原語に近い発音になる。

## 概要
タイ料理には欠かすことのできない調味料とされ、高級品から安価なものまで幅広いラインアップがある。タイでは屋台や大衆食堂、ホテルのレストランなど様々な外食店で机の上にナンプラーが常備されており、日本における醤油のような存在となっている。
なお、ナンプラーは商品として製造され、家庭で造ることはほぼない。タイランド湾に面して漁業が盛んで塩田の多い、チョンブリー県やラヨーン県に製造業者が集中している。また、マハーチャイもナンプラーの産地として有名である。

## 製法
主にアンチョビやコリカ属などの魚を原料とする。少数の業者のみ、チャオプラヤー川に生息するコイ科のOsteochilusやオスフロネムス科のTrichogasterなどの淡水魚を原料とするが、基本的には海水魚を用いる。
小型の海水魚は丸ごと使い、魚に対して重量比で30 - 50%の塩を加えてよく混合し、甕やコンクリート製のタンクに入れて蓋と重石をする。数ヶ月間で魚のタンパク質はほとんど分解するが、長期間熟成させるほど味が良くなるとされる。2年以上熟成させることは稀で、おおむね12 - 18ヶ月ほどで出荷される。最初に液体部分を取り出したものが一番搾りとされ、これに砂糖を加えてビン詰めしたものが一級品となる。
貯蔵容器に残った固形分に食塩水とアミノ酸液（グルタミン酸ナトリウムの副生成物）を加え、5 - 15日間熟成させて液体を取り出したものが二番搾りとなり、酢酸を加えてビン詰めしたものが二級品となる。ここで残った固形分に食塩水を加えて煮沸し、酢酸とアミノ酸を加えたものが三級品となり、一級品とは3倍の価格差がある。
淡水魚を用いる場合は、大型なので鱗や頭部、内臓を最初に取り除き、一番搾りまでは同様に加工する。残った魚体には煎り米粉と米ぬかを加えて混合し、プラーラーとして出荷している。また、かつては食塩水にカラメルと酢酸、安息香酸ナトリウム、グルタミン酸ナトリウムを混合し、少量の魚醤を加えたものが発酵過程を経ない人工的な魚醤として生産されていたが、タイ政府によって1980年代までに禁止されている。

## 利用
一級品や二級品のナンプラーはつけ汁として使用し、三級品は主に調理に用いられる。代表的なタイ料理の料理書に掲載された2,312種の料理についての調査では、ナンプラーはこのうち1,265種に用いられており、調味料としては最も頻度が高い。塩味を加える際にも、食塩よりナンプラーを使うことが多い。

## 歴史
多くのタイ人はナンプラーをタイの伝統的調味料と考えているが、20世紀初頭までナンプラーは市販されていなかった。当時のイーサーン地方では自家製の塩辛の副産物であるナンパーデークが、タイ中部ではベトナムから輸入されたヌクマムが、それぞれ調味料として使用されていた。
潮州市から移住してきたタイの華人が、ヌクマムを模倣して1922年にタイ人向けの魚醤を作ったのがナンプラーの始まりで、中国と同じ魚露という名称をタイ語に直訳してnam plaとなったという。その工場の労働者たちが独立してさらにナンプラー工場を立ち上げたため、ナンプラー製造者には潮州移民の子孫が多い。
1978年の調査では、バンコクでは1世帯につき1週間に150 - 400mlのナンプラーを購入しており、金額ベースで見ると食塩やシュリンプペーストなどと比べてナンプラーが突出して多い。1982年の調査ではタイ全土に約200のナンプラー工場があったという。